# Darwin (cratera lunar)
Darwin é uma cratera da categoria que se classifica como planície cercada por parede. Ela se localiza na parte sudeste da Lua, e está perto o suficiente do limbo para aparecer significantemente diminuída quando vista da Terra. Ligada à sua borda sul Lamarck. A nordeste está a cratera de solo escuro Crüger.
A borda externa desta formação tem sido constantemente desintegrada por impactos da vizinhança. As partes sul e norte da borda, em particular, estão totalmente destruídas. A borda leste está um pouco desgastada mas está intacta, e diversas crateras pequenas se localizam ao longo de sua borda sudoeste. A cratera satélite Darwin B, uma formação longe de ser grande, com 56 km, está ligada à borda externa a oeste.
Partes do solo interno da Darwin voltaram à tona, possivelmente por ação da lava ou por volta de dejetos, e um sistema de rimas corta a parte norte do solo, cruzando a borda leste e continuando para sudeste. Essas rimas são designadas Rimae Darwin, e elas se alongam por uma distância de 280 km. A leste de Darwin, esse sistema de rimas cruza a Rima Sirsalis, uma rima ampla que segue uma linha para o nordeste.
O solo sul de Darwin tem nível áspero, características de superfície irregular e várias pequenas crateletas. Há uma região inclinada irregular na parte nordeste do solo, criaa por impacto dos dejetos da bacia do Mare Orientale que atingem a bacia oeste. No solo a oeste está uma abóbada larga, baixa e um pouco irregular, uma das poucas características não encontradas em um mare. Há, ainda, o remanescente de uma pequena cratera no limite sul do solo.

## Crateras Satélite
Por  convenção essas formações são identificadas em mapas lunares por posicionamento da letra no local do ponto médio da cratera que é mais próximo de Darwin.
| Darwin | Latitude | Longitude | Diâmetro |
| ------ | -------- | --------- | -------- |
| A      | 21.8° S  | 73.0° W   | 24 km    |
| B      | 19.9° S  | 72.2° W   | 56 km    |
| C      | 20.5° S  | 71.0° W   | 16 km    |
| F      | 21.0° S  | 71.0° W   | 18 km    |
| G      | 21.5° S  | 70.7° W   | 17 km    |
| H      | 21.0° S  | 68.8° W   | 30 km    |

### Obras em língua portuguesa
- Freitas Mourão, Ronaldo Rogério de (2008). Dicionário Enciclopédico de Astronomia e Astronáutica. Lexicon. ISBN 9788586368356

### Obras em língua inglesa
- Andersson, L. E.; Whitaker, E. A., (1982). NASA Catalogue of Lunar Nomenclature. [S.l.]: NASA RP-1097
- Blue, Jennifer (25 de julho de 2007). «Gazetteer of Planetary Nomenclature». USGS. Consultado em 5 de agosto de 2007
- B. Bussey; P. Spudis (2004). The Clementine Atlas of the Moon. New York: Cambridge University Press. ISBN 0-521-81528-2
- Cocks, Elijah E.; Cocks, Josiah C. (1995). Who's Who on the Moon: A Biographical Dictionary of Lunar Nomenclature. [S.l.]: Tudor Publishers. ISBN 0-936389-27-3
- McDowell, Jonathan (15 de julho de 2007). Lunar Nomenclature (Relatório). Jonathan's Space Report. Consultado em 24 de outubro de 2007
- Menzel, D. H.; Minnaert, M.; Levin, B.; Dollfus, A.; Bell, B. (1971). «Report on Lunar Nomenclature by The Working Group of Commission 17 of the IAU». Space Science Reviews. 12. 136 páginas
- Moore, Patrick (2001). On the Moon. [S.l.]: Sterling Publishing Co. ISBN 0-304-35469-4
- Price, Fred W. (1988). The Moon Observer's Handbook. [S.l.]: Cambridge University Press. ISBN 0521335000
- Rükl, Antonín (1990). Atlas of the Moon. [S.l.]: Kalmbach Books. ISBN 0-913135-17-8
- Webb, Rev. T. W. (1962). Celestial Objects for Common Telescopes 6th revision ed. [S.l.]: Dover. ISBN 0-486-20917-2
- Whitaker, Ewen A. (1999). Mapping and Naming the Moon. [S.l.]: Cambridge University Press. ISBN 0-521-62248-4
- Wlasuk, Peter T. (2000). Observing the Moon. [S.l.]: Springer. ISBN 1852331933

## Ligações Externas
- LPOD — Cratera Darwin e Vizinhança